# Gianni Milner
Gianni Milner (Venezia, 21 agosto 1926 – Vicenza, 19 maggio 2005) è stato un avvocato italiano nonché uomo di cultura che fu alla base dello sviluppo della Fondazione Ugo e Olga Levi.

## Biografia
Gianni Milner nasce il 21 agosto 1926 a Venezia, dove trascorre tutta la sua vita. Figlio di un avvocato, Lorenzo (Enzo) Milner, si diploma al Liceo Foscarini. Antifascista e militante di Giustizia e Libertà, partecipa alla Resistenza. Dopo la fine della guerra finisce i suoi studi laureandosi in giurisprudenza a Padova dove ha come professore, tra gli altri, anche Norberto Bobbio.
A Venezia è fra gli animatori del Circolo del Cinema Pasinetti. Si interessa attivamente di attualità e politica, infatti è protagonista di svariate vicende quali, ad esempio, le prime battaglie ambientaliste di Italia Nostra. Fondatore con altri della rivista Cronaca Forense, porta il dibattito innovatore anche nella sua professione; fu segretario del consiglio dell'Ordine degli avvocati di Venezia  e consigliere comunale come indipendente di sinistra.
Cura la nascita e lo sviluppo della Fondazione Ugo e Olga Levi e ne è a lungo presidente. Promuove anche l'istituzione della Fondazione Centro Musicale Malipiero; è socio fondatore dell’Archivio Luigi Nono, della Venice International Foundation e della Società Veneziana di Concerti, della quale è nominato vicepresidente.
Muore il 19 maggio 2005 a Vicenza. Successivamente la Fondazione Ugo e Olga Levi ha intitolato al suo nome la Biblioteca musicale di Palazzo Giustinian Lolin.

## Opere
- I principi e la realtà, in «Cronaca Forense: bollettino bimestrale di cronaca e informazione», a. I, n. 1, gennaio-febbraio 1963, pp. 1-2
- Produrre giustizia, in «Cronaca Forense: bollettino bimestrale di cronaca e informazione», a. I, n. 2, marzo-aprile 1963, p. 7
- Cinque minuti di applausi, in «Cronaca Forense: bollettino bimestrale di cronaca e informazione», a.III, n. 5, dicembre 1965, pp. 1-2
- E pensare che basterebbe ricordarsi della Costituzione, in «il Mulino: rivista bimestrale di cultura e di politica», a. XVIII, n. 5, maggio 1969, pp. 522-525
- A proposito di Venezia, in «Italia nostra: bollettino dell'Associazione nazionale italiana per la tutela del patrimonio artistico e naturale», fasc. 194, Roma, Associazione Italia Nostra, 1980, pp. 14-18
- La chiesa di S. Maria Elisabetta di Cavallino, in «Italia nostra: bollettino dell'Associazione nazionale italiana per la tutela del patrimonio artistico e naturale», fasc. 187-188, Roma, Associazione Italia Nostra, 1980, pp. 16-17
- Meno urbanistica uguale più case?!,  in «Italia nostra: bollettino dell'Associazione nazionale italiana per la tutela del patrimonio artistico e naturale», fasc. 204-205, Roma, Associazione Italia Nostra, 1980, pp. 8-14